# Carmine Di Giosia
Carmine Di Giosia (Cellino Attanasio, 21 maggio 1922 – Sebenico, 7 giugno 1943) è stato un militare italiano, insignito di Medaglia d'argento al valor militare "alla memoria" per i fatti eroici del 7 giugno 1943.

## Biografia
Nacque il 21 maggio 1922 a Villa Giardino, frazione di Cellino Attanasio, paese in provincia di Teramo, da Giuseppe e Felicetta Fagnani. Quinto di sei figli, era il più giovane dei tre maschi. Fisico agile, capelli lisci e neri, fronte alta, occhi castani, aveva un carattere aperto e socievole. Di origini contadine, dopo aver ottenuto con buoni risultati la licenza di 5ª elementare, si impegnò nelle attività di famiglia.
Svolse il servizio di leva nel Regio Esercito e fu lasciato in congedo illimitato provvisorio il 6 marzo 1941. Restò a casa per un breve periodo, mentre gli altri due fratelli erano al fronte. Richiamato alle armi il 20 gennaio 1942, entrò al 1º Reggimento Genio Minatori a Novi Ligure, dove il 15 agosto ricevette il grado di geniere scelto.
A quel punto da geniere dell'esercito passò all'arma dei carabinieri. Le esperienze vissute, e forse il desiderio di un lavoro onesto al servizio della popolazione, furono le probabili motivazioni che lo portano a maturare l'idea di indossare l'uniforme dell'Arma.
Il 17 novembre 1942 assunse l'incarico di carabiniere ausiliario a piedi, Legione di Torino, con vincolo di servizio fino a sei mesi dopo la cessazione dello stato di guerra.
Il 21 gennaio 1943 fu chiamato alla stazione dei Carabinieri Reali Mobilitato di Fenestrelle, in provincia di Torino, dove svolse egregiamente le attività assegnategli. Il 27 febbraio 1943 fu poi aggregato alla Legione di Alessandria ed assegnato al XVI Battaglione Carabinieri Reali Mobilitato. Si imbarcò a Fiume il 14 marzo 1943 e sbarcò a Zara lo stesso giorno. Riprese il mare il 16 marzo 1943 alla volta di Sebenico dove arrivò a distanza di qualche ora. Quando Carmine giunse in Dalmazia aveva 21 anni e nel complesso quadro della seconda guerra mondiale si trovò in una situazione del tutto particolare. A Sebenico assorbì le preoccupazioni della popolazione italiana e si impegnò molto in sua difesa, tanto da essere notato dai superiori per le sue azioni di arresto delle incursioni nemiche.

### I fatti eroici
Uno tra gli episodi più significativi dell'estate del 1943 in Dalmazia vide protagonista anche il Carabiniere Carmine Di Giosia.
Alle ore 13:30 del 7 giugno 1943 si presentarono al presidio militare di Cista Mala il capo villaggio ed un contadino di Grabovci delle zone limitrofe, avanzando dei sospetti su alcuni movimenti strani di una decina di miliziani di Tito intenti a rubare bestiame nelle zone di Vuciak e Lugovi.
Il comandante di quel distaccamento era il sottotenente Antonio Vukasina di Zara che senza troppo indugiare si mise alla testa di un plotone composto da 30 persone, seguendo la strada verso Gacelesi, iniziò un'ispezione a piedi insieme al capo villaggio ed al suo accompagnatore.
Ad un certo punto divise il plotone in due sezioni per seguire entrambi i lati della strada e siccome le alture erano molteplici ai lati della strada stessa, senza troppo dare importanza al contatto visivo, tra i due gruppi si interpose una distanza di circa 1 Km. La formazione che comprendeva anche il carabiniere Carmine Di Giosia passando per Lugovi e Grabovci non incrociò milizie nemiche, l'altra formazione invece intravide sulle alture del Debeljak alcuni miliziani ed aprirono il fuoco. Questi scomparvero dietro l'altura, così la formazione dei volontari fece per inseguirli, ma arrivati alla cresta videro che poco oltre li attendevano un contingente di circa 250 uomini che aprì il fuoco. Immediatamente la formazione di volontari, vista l'enorme differenza di forze ruppe il contatto ed ognuno per proprio conto ripiegò verso Cista Mala. Venuta meno la sorpresa i miliziani slavi si avventarono contro l'altra formazione e si diressero verso Gacelesi dove ci fu un aspro combattimento che si protrasse per tre ore. Nel momento cruciale un volontario invitò tutti a seguirlo per una stradina che conosceva così da mettersi in salvo, ma la risposta di Antonio Vukasina e Carmine Di Giosia fu negativa e mantennero la posizione cercando riparo all'interno di una abitazione alle porte di Gacelesi, permisero agli altri di rompere la formazione e sparpagliarsi per la campagna disperdendosi dal fuoco nemico. I due si opposero caparbiamente all'avanzata del nemico fino a quando venute meno le munizioni furono sopraffatti. I soccorsi giunti da Chistagne poterono recuperare con le ultime luci del giorno solo il corpo di un volontario. I corpi del sottotenente Antonio Vukasina e del carabiniere Carmine Di Giosia furono trovati l'uno accanto all'altro il mattino seguente. Nei dintorni furono trovate numerose tracce di sangue e nei giorni a seguire più distante furono trovati 25 corpi di miliziani morti a causa delle ferite riportate nella battaglia. Il rapporto effettuato dalle autorità militari mise in evidenza che il contingente di 250 miliziani si stava preparando ad attaccare il presidio di Cista Mala nel corso della notte, operazione sicuramente sventata dall'intervento del plotone di volontari. L'atto di morte del carabiniere Carmine Di Giosia descrive quali cause del decesso le ferite da baionetta al torace e da arma da fuoco alla testa, fu sepolto nel cimitero di Santa Croce a Sebenico.
Il 24 febbraio 1963 la salma rientra in Patria per essere inumata nel Sacrario dei caduti d'oltremare di Bari dove tuttora riposa, insieme ad altri settantacinquemila caduti solennemente custoditi ed onorati. 

## Onorificenza
Cellino Attanasio, il suo paese natale, nel 1997 gli ha dedicato una via a ricordo e la locale associazione nazionale carabinieri è intitolata a suo nome.

### Fonti Consultate
- Ministero della Difesa (Commissariato Generale Onoranze Caduti in Guerra)
- Ministero della Difesa (Direzione Generale Albo d'Oro)
- Comando Generale dei Carabinieri

### Testi Esaminati
- Talpo Oddone, Dalmazia: una cronaca per la storia, 1943-1944, Roma, Stato Maggiore dell'Esercito, Ufficio Storico, 1994.
- Papo Luigi, Albo d'Oro, la Venezia Giulia e la Dalmazia nell'ultimo conflitto mondiale, Trieste, Unione degli istriani, 1995.